# Спартак (Тернопіль)
«Спартак» — колишня аматорська футбольна команда з міста Тернопіль.

## Відомості
У 1948 році разом з «Динамо» та «Локомотивом» розіграли кубок Тернополя. Трофей вибороли залізничники, які перемогли динамівців 2:1 та спартаківців 13:2 відповідно.

### Досягнення
- володар Кубка Тернопільської області 1960 року.[2]